# アステュダメイア
アステュダメイア（古希: Ἀστυδάμεια, Astydameia）は、ギリシア神話の女性である。主に、
- ペロプスの娘
- アミュントールの娘
- アカストスの妻
- ポルバースの娘

が知られている。以下に説明する。

## ペロプスの娘
このアステュダメイアは、エーリス地方の王ペロプスとヒッポダメイアの娘で、ピッテウス、アトレウス、テュエステース、リューシディケー、ニーキッペーと兄弟。ミュケーナイの王ペルセウスの子アルカイオスの間に、アムピトリュオーン、アナクソーを生んだ。

## アミュントールの娘
このアステュダメイアは、テッサリアー地方のオルメニオンの王アミュントールの娘で、ヘーラクレースとの間にクテーシッポスを生んだ。あるいはトレーポレモスを生んだ。
シケリアのディオドロスによると、ヘーラクレースはドーリス人の王アイギミオスを助けてラピテース族の王コローノスと戦った後、オルメニオンを通ったときにアステュダメイアに求婚した。しかしアミュントールはヘーラクレースがすでにデーイアネイラを正妻としていたので、これを断った。ヘーラクレースは怒ってアミュントールを殺し、アステュダメイアを奪い、クテーシッポスをもうけた。

## アカストスの妻
このアステュダメイアは、イオールコスの王アカストスの妻で、ステロペー、ラーオダメイアの母である。
ペーレウスはカリュドーンの猪狩りのさいに恩人であるプティーアーの王エウリュティオーンを殺してしまったが、その後にアカストスの客となり、エウリュティオーン殺しの罪を浄めてもらった。このときアカストスの妻アステュダメイアはペーレウスに恋をしたが、ペーレウスは断った。するとアステュダメイアはエウリュティオーンの娘でペーレウスの妻のアンティゴネーに、ペーレウスが自分の娘ステロペーとの結婚を考えているという偽りの内容を記した手紙を送りつけて自殺に追い込み、さらに夫アカストスにはペーレウスに犯されそうになったと偽って告げ口した。このためペーレウスはアカストスと狩りに出かけたさいに山中に置き去りにされ、危うく命を落としかけた。後にペーレウスは復讐のため、イオールコスを攻撃し、アステュダメイアを殺した。
もう1人の娘ラーオダメイアはピュラケー王プローテシラーオスと結婚した。

## ポルバースの娘
このアステュダメイアは、ポルバースの娘で、ポセイドーンとの間に、レプレオスを生んだ。レプレオスはヘーラクレースと大食いを競って殺された。ただし、他の説ではレプレオスはピュルゲオスの子である。